# Era di venerdì 17
Era di venerdì 17 ("Sous le ciel de Provence", lett. "Sotto il cielo della Provenza") è un film del 1956 diretto da Mario Soldati, ed interpretato da Fernandel e Giulia Rubini.
Si tratta di un rifacimento di 4 passi fra le nuvole di Alessandro Blasetti, interpretato da Gino Cervi nel 1942.

## Trama
Paul è un maturo viaggiatore di commercio che affronta ogni giorno lunghi tragitti per guadagnarsi da vivere onestamente. Una mattina, durante l'ispezione del bigliettaio in treno, prende le difese di una giovane ragazza che aveva smarrito il suo titolo di viaggio, burlandosi del controllore. Per ripicca, quest'ultimo approfitta del fatto che Paul aveva dimenticato la tessera di abbonamento a casa per costringerlo a scendere dal mezzo. Una volta sceso alla stazione, l'uomo è costretto a prendere una corriera per giungere nei pressi di Tarascona. Paul fa di tutto per poter prendere la coincidenza con la navetta che lo condurrebbe in tempo a destinazione, ma i ritardi del conducente e un guasto al malandato autobus mandano a monte i suoi piani. Trovatosi nuovamente appiedato, Paul scopre che la ragazza del treno, rincontrata sulla corriera, si chiama Maria ed è stata abbandonata dal compagno, un uomo col quale era fuggita di casa e che si è dileguato quanto ha scoperto di averla messa incinta. La giovane stava dunque tornando dalla sua famiglia, alla quale ha mentito, e chiede a Paul di fingersi suo marito, per portare avanti la menzogna soprattutto con suo padre, genitore amorevole ma molto severo e tradizionalista. Dopo varie resistenze, Paul si lascia convincere da Maria, avendone pietà, ma l'incontro con la famiglia della ragazza porterà a ulteriori equivoci, fino alla scoperta dell'inganno da parte della famiglia di Maria.

## Curiosità
- Per il ruolo del protagonista di questo remake si scelse Fernandel che, proprio assieme a Gino Cervi (protagonista del film originale), costituì la famosa coppia della saga cinematografica di Don Camillo. Da notare che, in questa pellicola, il ruolo della madre della ragazza è affidato a Leda Gloria la quale, nei film tratti dai libri di Giovanni Guareschi, interpreta la moglie del sindaco Peppone.
- Nel 1995, Alfonso Arau ha girato un secondo rifacimento del film di Blasetti, dal titolo Il profumo del mosto selvatico con Keanu Reeves nei panni del protagonista, Giancarlo Giannini in quelli del suocero ed Anthony Quinn nel ruolo del patriarca della famiglia, qui affidato a Tina Pica.